# فیونا (خواننده)
فیونا (انگلیسی: Fiona؛ زادهٔ ۱۳ سپتامبر ۱۹۶۱) یک موسیقی‌دان اهل ایالات متحده آمریکا است.